# Parnera
Parnera és una «ciutat de cens» a la muntanya al districte de Valsad al Gujarat a l'Índia. Consta al cens del 2001 amb una població de 10.713 habitants.
La ciutat destaca per la fortalesa a la muntanya que originalment fou un fort hindú sota el raja de Dharampur, però cap al final del segle xv fou conquerit per Mahmud Shah I Begra Gudjarati (Baykara) Saif al-Din (1458-1511). Va restar en mans del sultanat fins a la seva caiguda el 1573 quan en la confusió de la conquesta d'Akbar va caure en mans d'un cap de bandits. Segons els portuguesos la fortalesa fou atacada dues vegades per aquests, el 1558 i el 1568, en expedicions des de Damão, i la segona vegada la fortalesa fou desmantellada i va restar en ruïnes durant més de cent anys. L'abril de 1676 un general de Sivaji, Moro Pandit, la va ocupar i la va reconstruir. Durant un segle va quedar en mans dels marathes. El 1780 fou conquerida per un destacament britànic manat pel tinent Welsh. Al començament del segle xix el destacament militar que hi havia, la va haver de protegir dels pindaris, però després de 1820 el destacament fou retirat; el 1857, durant el motí, i per motius de seguretat, la fortalesa fou altre cop desmantellada.